# 獵鷹 (小說)
《獵鷹》為古龍晚期作品，〈時報周刊〉於1985年4月28日至1985年5月4日連載，港版又稱《紫煙》，與《群狐》、《銀雕》均屬《大武俠時代》系列，另外廣義上的《大武俠時代》也包含〈聯合報〉上連載的《短刀集》四部。

## 主要人物
- 凌玉峰：
- 程小青：

## 次要人物
- 邢銳：
- 潘其成：
- 關二：鬥智曲金髮，鬥力關玉門。
- 李南紅：即書中的「紅紅」。
- 聶小蟲：
- 令狐破：人稱「令狐不行」。
- 圓圓：